# Gwiazdozbiór Sieci
Sieć (łac. Reticulum, dop. Reticuli, skrót Ret) – mały, 82. co do wielkości gwiazdozbiór nieba południowego, położony niedaleko Wielkiego Obłoku Magellana, zaproponowany w 1624 roku przez niemieckiego astronoma Jakoba Bartscha jako Romb, zmieniony w 1752 roku przez francuskiego astronoma, kartografa i duchownego Nicolasa Louisa de Lacaille’a na Sieć Rombową. Wyobraża umieszczoną w okularze teleskopu sieć służącą do dokładnych pomiarów odległości kątowych ciał niebieskich. W Polsce niewidoczny. Liczba gwiazd dostrzegalnych nieuzbrojonym okiem: około 15.

## Mity i legendy
Starożytni astronomowie nie znali Sieci. Lacaille utworzył konstelację podczas pobytu w obserwatorium na Przylądku Dobrej Nadziei w latach 1751-1752. Interpretację astronoma mógł wyprzedzić Isaac Habrecht II ze Strasburga, który narysował w zbliżonym miejscu konstelację Rhombus (Romb); prawdopodobnie sięgała ona jednak gwiazd dzisiejszego Węża Wodnego. Sieć ma przedstawiać, jak inne pomysły, narzędzie lub przyrząd używane do badań, w tym przypadku celownik do mierzenia pozycji gwiazd. Wyobraża siatkę w okularze używanego przez niego teleskopu. Siatka była wykonana z jedwabnych nici i miała kształt rombu, tak jak opisywany gwiazdozbiór.
Konstelacja Lacaille’a nie spodobała się wszystkim astronomom. W 1810 roku William Croswell próbował zastąpić Sieć popiersiem Krzysztofa Kolumba (łac. Marmor Sculptile), jednak nikt inny nie przyjął tego pomysłu. Alexander Jamieson w 1822 roku zastąpił ją zegarem słonecznym (łac. Solarium), ta propozycja pojawiła się jednak jeszcze tylko w jednym atlasie i również została zapomniana.

## Gwiazdy Sieci
Podstawowe gwiazdy Sieci są blade i tworzą mały wyraźny asteryzm w kształcie latawca na zachód od Wielkiego Obłoku Magellana.
- α Ret jest żółtym olbrzymem klasy G położonym w odległości 163 lat świetlnych od Słońca, około 3,5 razy masywniejszy i 240 razy jaśniejszy od Słońca. Ma niedużego towarzysza, czerwonego karła, klasy M, który krąży wokół alfy po orbicie z okresem co najmniej 60 000 lat[1].
- β Ret – gwiazda potrójna odległa o 100 lat świetlnych.
- ε Ret – gwiazda podwójna odległa o 59 lat świetlnych, składnik A posiada planetę HD 27442 b.
- ζ Ret – żółta gwiazda podwójna, jej składniki można rozdzielić już przez lornetkę. To szeroka para niemal identycznych żółtych gwiazd ciągu głównego, podobnych do Słońca. Położone w odległości około 39 lat świetlnych. Widoczne gołym okiem lub przez lornetkę[3]. Układ jest znany entuzjastom UFO – w latach 60. XX wieku gwiazda zyskała sławę, gdy Betty i Barney Hill oznajmili, że zostali uprowadzeni przez obcych. Betty narysowała mapę nieba by pokazać, skąd pochodzili obcy. Badaczka UFO i astronomka amatorka Marjorie Fish po zbadaniu mapy stwierdziła po kilku latach, że pokazuje ona na Zetę Sieci. Od tego czasu pojawiło się wiele doniesień o UFO i obcych z tego układu, lecz bez żadnych dowodów[1].

## Interesujące obiekty
Sieć leży daleko od Drogi Mlecznej, więc nie jest szczególnie interesująca, poza kilkoma galaktykami, dla obserwatorów amatorów.
- W gwiazdozbiorze Sieci znajduje się galaktyka spiralna z poprzeczką NGC 1313. Znajduje się względnie blisko Ziemi około 15 mln lat świetlnych. W dobrych warunkach do zobaczenia w 10-centymetrowym teleskopie. w 20-centymetrowym ma całkiem długie blade, lekko postrzępione halo z nieco jaśniejszym rdzeniem[1].
- Łatwo znaleźć galaktykę spiralną NGC 1559, która leży na południowy wschód od alfy Sieci. 20-centymetrowy teleskop pozwala zobaczyć dość jasną galaktykę w kształcie wrzeciona z nieco jaśniejszym centrum[1].